# 2024년 KBO 리그 신인 드래프트
2024년 KBO 리그 신인 선수 지명 회의는 2023년 9월 14일 오후 2시에 진행된 신인 지명 회의이다.

## 지명 방식
2007년 지명부터 2016년 지명까지 실시되었던 홀수 라운드는 전년도 순위의 역순, 짝수 라운드는 전년도 순위대로 지명하는 방식, 소위 ㄹ자 지명방식이 폐지되면서, 2017년 신인드래프트부터 홀수, 짝수 라운드 상관없이 모든 라운드에서 전년도 순위의 역순으로 선수를 지명하는 소위 Z자 지명방식이 사용된다.
1차지명이 폐지되고 전면드래프트로 진행된다. 기존 10라운드에서 11라운드로 1라운드가 더 늘었다.
2차 지명 순서
- 모든 라운드 : 한화 → 두산 → 롯데 → 삼성 → NC  → KIA →  kt → LG →   키움 → SSG

## 지명결과

### 전면드래프트
- 9월 14일 목요일에 진행했다.

| 라운드 | 한화                                         | 두산                                        | 롯데                                        | 삼성                                        | NC                                            | KIA                                           | kt                                          | LG                                            | 키움                                          | SSG                                               |
| ------ | -------------------------------------------- | ------------------------------------------- | ------------------------------------------- | ------------------------------------------- | --------------------------------------------- | --------------------------------------------- | ------------------------------------------- | --------------------------------------------- | --------------------------------------------- | ------------------------------------------------- |
| 1      | 황준서 (장충고,투수) (계약금:3억 5천만원)    | 김택연 (인천고,투수) (계약금:3억 5천만원)   | 전미르 (경북고,투수) (계약금:3억원)         | 육선엽 (장충고,투수) (계약금:2억 5천만원)   | 김휘건 (휘문고,투수) (계약금:2억 5천만원)     | 조대현 (강릉고,투수) (계약금:2억 5천만원)     | 원상현 (부산고,투수) (계약금:2억 3천만원)   | 전준표 (서울고,투수) (계약금:2억 1천만원)     | 김윤하 (장충고,투수) (계약금:2억원)           | 박지환 (세광고,내야) (계약금:2억원)               |
| 2      | 조동욱 (장충고,투수) (계약금:1억 5천만원)    | 여동건 (서울고,내야수) (계약금:1억 5천만원) | 정현수 (송원대,투수) (계약금:1억 5천만원)   | 박준용 (수성대,투수) (계약금:1억 5천만원)   | 임상현 (대구상원고,투수) (계약금:1억 5천만원) | 이재상 (성남고,내야수) (계약금:1억 3천만원)   | 육청명 (강릉고,투수) (계약금:1억 3천만원)   | 김현종 (인천고,외야수) (계약금:1억 5천만원)   | 손현기 (전주고,투수) (계약금:1억 2천만원)     | 이승민 (휘문고,외야수) (계약금:1억 3천만원)       |
| 3      | 정안석 (휘문고,내야수) (계약금:1억원)        | 임종성 (경북고,내야수) (계약금:1억원)       | 이호준 (대구상원고,내야수) (계약금:1억원)   | 이우현 (비봉고,투수) (계약금:1억원)         | 김민균 (경기고,투수) (계약금:9천만원)         | 이상준 (경기고,포수) (계약금:1억원)           | 김민성 (선린인터넷고,투수) (계약금:9천만원) | 손용준 (동원과학기술대,내야수) (계약금:1억원) | 김연주 (세광고,투수) (계약금:9천만원)         | 박기호 (청주고,투수) (계약금:9천만원)             |
| 4      | 황영묵 (연천 미라클,내야수) (계약금:8천만원) | 강태완 (대구상원고,외야수) (계약금:8천만원) | 박준우 (유신고,투수) (계약금:8천만원)       | 정민성 (군산상일고,투수) (계약금:8천만원)   | 홍유원 (대구고,투수) (계약금:7천만원)         | 김태윤 (개성고,투수) (계약금:7천만원)         | 최윤서 (동의대,투수) (계약금:8천만원)       | 진우영 (파주 챌린저스,투수) (계약금:없음)     | 고영우 (성균관대,내야수) (계약금:7천만원)     | 최현석 (부산과학기술대,투수) (계약금:7천만원)     |
| 5      | 이기창 (유신고,투수) (계약금:6천만원)        | 박지호 (동강대,투수) (계약금:6천만원)       | 강성우 (청주고,내야수) (계약금:7천만원)     | 김성경 (송원대,투수) (계약금:7천만원)       | 최우석 (비봉고,투수) (계약금:6천만원)         | 강동훈 (중앙대,투수) (계약금:7천만원)         | 신호준 (경주고,외야수) (계약금:7천만원)     | 김대원 (홍익대,내야수) (계약금:7천만원)       | 김주훈 (동원과학기술대,투수) (계약금:7천만원) | 정준재 (동국대,내야수) (계약금:6천만원)           |
| 6      | 최준서 (동국대,외야수) (계약금:6천만원)      | 전다민 (강릉영동대,내야수) (계약금:6천만원) | 박성준 (휘문고,투수) (계약금:6천만원)       | 김호진 (광주진흥고,내야수) (계약금:6천만원) | 손주환 (동아대,투수) (계약금:6천만원)         | 최지웅 (청담고,투수) (계약금:5천만원)         | 박정현 (경기항공고,내야수) (계약금:6천만원) | 정지헌 (고려대,투수) (계약금:6천만원)         | 송진형 (광주제일고,내야수) (계약금:5천만원)   | 정현승 (인하대,외야수) (계약금:5천만원)           |
| 7      | 김세훈 (경북고,내야수) (계약금:5천만원)      | 김무빈 (신일고,투수) (계약금:5천만원)       | 이선우 (덕수고,내야수) (계약금:5천만원)     | 신경민 (대구고,투수) (계약금:5천만원)       | 원종해 (장충고,투수) (계약금:5천만원)         | 김민주 (강릉영동대,투수) (계약금:5천만원)     | 박태완 (유신고,내야수) (계약금:5천만원)     | 배강 (광주제일고,포수) (계약금:5천만원)       | 김지성 (율곡고,포수) (계약금:5천만원)         | 박성빈 (사이버한국외국어대,투수) (계약금:5천만원) |
| 8      | 이승현 (경북고,포수) (계약금:4천만원)        | 손율기 (마산용마고,외야수) (계약금:3천만원) | 안우진 (휘문고,내야수) (계약금:4천만원)     | 이현준 (한양대,내야수) (계약금:4천만원)     | 조현민 (충암고,내야수) (계약금:4천만원)       | 김민재 (동원과학기술대,투수) (계약금:4천만원) | 이근혁 (한일장신대,투수) (계약금:4천만원)   | 김종우 (휘문고,투수) (계약금:4천만원)         | 박채울 (충암고,외야수) (계약금:4천만원)       | 백준서 (덕수고,외야수) (계약금:4천만원)           |
| 9      | 원종혁 (구리인창고,투수) (계약금:3천만원)    | 김태완 (선린인터넷고,투수) (계약금:3천만원) | 소한빈 (서울고,외야수) (계약금:3천만원)     | 이재호 (동국대,내야수) (계약금:4천만원)     | 고승완 (연세대,외야수) (계약금:3천만원)       | 강민제 (군산상일고,내야수) (계약금:4천만원)   | 이승현 (북일고,포수) (계약금:4천만원)       | 강석현 (구리인창고,투수) (계약금:4천만원)     | 박범준 (대전고,투수) (계약금:4천만원)         | 윤성보 (송원대,투수) (계약금:4천만원)             |
| 10     | 권현 (장충고,외야수) (계약금:3천만원)        | 류현준 (장충고,포수) (계약금:3천만원)       | 전하원 (서울자동차고,투수) (계약금:3천만원) | 김재형 (덕수고,포수) (계약금:3천만원)       | 김재민 (광주진흥고,포수) (계약금:3천만원)     | 성영탁 (부산고,투수) (계약금:3천만원)         | 김민석 (제물포고,포수) (계약금:3천만원)     | 김도윤 (야탑고,내야수) (계약금:3천만원)       | 박승호 (군산상일고,투수) (계약금:3천만원)     | 김규민 (여주대,포수) (계약금:3천만원)             |
| 11     | 승지환 (유신고,투수) (계약금:3천만원)        | 안치호 (세광고,투수)                        | 유제모 (동의과학대,외야수) (계약금:3천만원) | 유병선 (경동고,투수) (계약금:3천만원)       | 김준원 (경북고,투수) (계약금:3천만원)         | 김두현 (동원대,내야수) (계약금:3천만원)       | 이승언 (장안고,투수) (계약금:3천만원)       | 심규빈 (성균관대,외야수) (계약금:9천만원)     | 심휘윤 (배재고,내야수) (계약금:3천만원)       | 변건우 (충암고,투수) (계약금:3천만원)             |

- 'Z'자 방식으로 지명 순서를 정함.

## 에피소드
- 신인 드래프트 대상자는 고교 졸업 예정자 782명, 대학교 졸업 예정자 296명(얼리드래프트 41명 포함), 해외 아마 및 프로 출신 등 기타 선수 5명 등 총 1,083명이 참가하며, 이중에 110명만이 지명받았다.
- 롯데 자이언츠 8라운드 지명을 받은 안우진은 키움 히어로즈 투수 안우진과 동명이인으로, 출신 고등학교도 같지만 포지션이 다르다.
- 롯데 자이언츠 2라운드 지명을 받은 정현수와 한화 이글스 4라운드 지명을 받은 황영묵, 키움 히어로즈 4라운드 지명을 받은 고영우는 2023년 JTBC 〈최강야구〉에 출연진들의 팀인 몬스터즈 선수로 출연한 경력이 있다.

### 지명권 트레이드에 의한 지명권 행사팀 변경
- KIA 타이거즈의 2라운드 지명권은, 2022년 11월 11일 주효상 ↔ 2라운드 지명권 트레이드로 키움 히어로즈가 행사한다.
- 한화 이글스의 7라운드 지명권은, 2023년 2월 14일 이명기, 이재용 ↔ 조현진, 7라운드 지명권 트레이드로 NC 다이노스가 행사한다.
- 삼성 라이온즈의 3라운드 지명권은, 2023년 4월 27일 김태훈 ↔ 이원석, 3라운드 지명권 트레이트로 키움 히어로즈가 행사한다.
- LG 트윈스의 1라운드 지명권은, 2023년 7월 29일 최원태 ↔ 이주형, 김동규, 1라운드 지명권 트레이드로 키움 히어로즈가 행사한다.

### 야구인과 가족관계인 지명 대상자
- 키움 히어로즈의 1라운드 지명을 받은 김윤하(장충고)는 한국야구의 레전드인 박찬호의 조카이다.
- SSG 랜더스의 2라운드 지명을 받은 이승민(휘문고)는 LG 트윈스의 레전드이자, 삼성 라이온즈의 수석코치인 이병규의 아들이다.
- kt wiz의 6라운드 지명을 받은 박정현(경기항공고)은 NC 다이노스 박주현의 친동생이다.
- SSG 랜더스의 10라운드 지명을 받은 김규민은 한화 이글스 김규연과 쌍둥이 형제이다.

- 장충고등학교 - 황준서(한화, 1라운드), 육선엽(삼성, 1라운드), 김윤하(키움, 1라운드), 조동욱(한화, 2라운드), 원종해(NC, 7라운드), 권현(한화, 10라운드), 류현준(두산, 10라운드)
- 휘문고등학교 - 김휘건(NC, 1라운드), 이승민(SSG, 2라운드), 정안석(한화, 3라운드), 박성준(롯데, 6라운드), 박성빈(사이버한국외국어대-SSG, 7라운드), 안우진(롯데, 8라운드), 김종우(LG, 8라운드). 이재호(동국대-삼성, 9라운드)
- 서울고등학교 - 전준표(키움, 1라운드), 여동건(두산, 2라운드), 소한빈(롯데, 9라운드), 심규빈(성균관대-LG, 11라운드)
- 성남고등학교 - 이재상(키움, 2라운드)
- 경기고등학교 - 김민균(NC, 3라운드), 이상준(KIA, 3라운드), 이근혁(한일장신대-kt, 8라운드)
- 선린인터넷고등학교 - 김민성(kt, 3라운드)
- 덕수고등학교 - 정현승(인하대-SSG, 6라운드), 이선우(롯데, 7라운드), 백준서(SSG, 8라운드), 김재형(삼성, 10라운드)
- 신일고등학교 - 김무빈(두산, 7라운드), 김민재(동원과학기술대-KIA, 8라운드)
- 배명고등학교 - 김민주(강릉영동대-KIA, 7라운드)
- 충암고등학교 - 조현민(NC, 8라운드), 박채울(키움, 8라운드), 변건우(SSG, 11라운드)
- 선린인터넷고등학교 - 김태완(두산, 9라운드)
- 서울자동차고등학교 - 전하원(롯데, 10라운드)
- 경동고등학교 - 유병선(삼성, 11라운드)
- 배재고등학교 - 심휘윤(키움, 11라운드)

### 인천
- 인천고등학교 - 김택연(두산, 1라운드), 김현종(LG, 2라운드)
- 동산고등학교 - 최현석(부산과학기술대-SSG, 4라운드)
- 제물포고등학교 - 김민석(kt, 10라운드)

### 경기
- 비봉고등학교 - 이우현(키움, 3라운드), 최우석(NC, 5라운드), 이현준(한양대-삼성, 8라운드)
- 충훈고등학교 - 황영묵(중앙대-연천 미라클-한화, 4라운드), 김대원(홍익대-LG, 5라운드)
- 유신고등학교 - 박준우(롯데, 4라운드), 이기창(한화, 5라운드), 정지헌(고려대-LG, 6라운드), 박태완(kt, 7라운드), 승지환(한화, 11라운드)
- 장안고등학교 - 박지호(동강대-두산, 5라운드), 이승언(kt, 11라운드)
- 율곡고등학교 - 최준서(동국대-한화, 6라운드), 김지성(키움, 7라운드)
- 청담고등학교 - 최지웅(KIA, 6라운드)
- 경기항공고등학교 - 박정현(kt, 6라운드)
- 구리인창고등학교 - 원종혁(한화, 9라운드), 강석현(LG, 9라운드)
- 라온고등학교 - 윤성보(송원대-SSG, 투수)
- 야탑고등학교 - 김도윤(LG, 10라운드), 유제모(동의과학대-롯데, 11라운드)

### 충청
- 세광고등학교 - 박지환(SSG, 1라운드), 김연주(키움, 3라운드), 안치호(두산, 11라운드)
- 청주고등학교 - 박기호(SSG, 3라운드), 강성우(롯데, 5라운드), 강동훈(중앙대-KIA, 5라운드)
- 북일고등학교 - 이승현(kt, 9라운드)
- 대전고등학교 - 박범준(키움, 9라운드)
- 공주고등학교 - 김규민(여주대-SSG, 10라운드), 김두현(동원대-KIA, 11라운드)

### 강원
- 강릉고등학교 - 조대현(KIA, 1라운드), 육청명(kt, 2라운드), 정준재(동국대-SSG, 5라운드)
- 설악고등학교 - 전다민(강릉영동대-두산, 6라운드)

### 대구,경북
- 경북고등학교 - 전미르(롯데, 1라운드), 박준용(수성대-삼성, 2라운드), 임종성(두산, 3라운드), 김세훈(NC, 7라운드), 이승현(한화, 8라운드), 김준원(NC, 11라운드)
- 대구상원고등학교 - 임상현(NC, 2라운드), 이호준(롯데, 3라운드), 강태완(두산, 4라운드)
- 대구고등학교 - 홍유원(NC, 4라운드), 신경민(삼성, 7라운드)
- 포항제철고등학교 - 최윤서(동의대-kt, 4라운드)
- 글로벌선진학교 - 진우영(캔자스시티-파주 챌린저스-LG, 4라운드)
- 경주고등학교 - 신호준(kt, 5라운드)

### 부산,경남
- 부산고등학교 - 원상현(kt, 1라운드), 정현수(송원대-롯데, 2라운드), 성영탁(KIA, 10라운드)
- 김해고등학교 - 손용준(동원과학기술대-LG, 3라운드)
- 개성고등학교 - 김태윤(KIA, 4라운드)
- 경남고등학교 - 고영우(성균관대-키움, 4라운드)
- 마산용마고등학교 - 김주훈(동원과학기술대-키움, 5라운드), 손율기(두산, 8라운드)
- 물금고등학교 - 손주환(동아대-NC, 6라운드)

### 전북
- 전주고등학교 - 손현기(키움, 2라운드)
- 군산상일고등학교 - 정민성(삼성, 4라운드), 강민제(KIA, 9라운드), 박승호(키움, 10라운드)

### 광주,전남
- 화순고등학교 - 김성경(송원대-삼성, 5라운드)
- 광주진흥고등학교 - 김호진(삼성, 6라운드), 김재민(NC 10라운드)
- 광주제일고등학교 - 송진형(키움, 6라운드), 배강(LG, 7라운드)
- 광주동성고등학교 - 고승완(연세대-NC, 9라운드)

## 선수,각주
투수:정철원,김태현,박세현,김원중,김강현,나균안,박진형,최준용,한현희,구승민,반즈,김진욱,박세웅,박진,송재영,정현수,등등
포수:유강남,강승구,정보근,백두산,박재엽,박건우,손성빈
내야수:전민재,최항,정훈,고승민,김민성,이호준,이주찬,한태양
외야수:전준우,황성빈,이인한,장두성,조세진,김동혁,윤동희,레이예스

각주
1. ↑  KBO, 신인2차지명 지그재그 방식 없어진다
2. ↑  지명권 양도로 인해 키움 히어로즈에 지명
3. ↑  지명권 양도로 인해 키움 히어로즈에 지명
4. ↑  지명권 양도로 인해 키움 히어로즈에 지명
5. ↑  지명권 양도로 인해 NC 다이노스에 지명
6. ↑  대학교 진학